# Mimeusemia vitticollis
Mimeusemia vitticollis là một loài bướm đêm trong họ Noctuidae.